# Acronicta hasta
Acronicta hasta là một loài bướm đêm trong họ Noctuidae.

## Hình ảnh

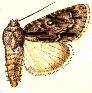
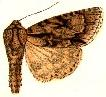